# Меднікова Марина Миколаївна
Марина Миколаївна Меднікова (нар. 6 жовтня 1946, Лєгніца, Польща) — радянський і український кіноредактор, сценарист, письменниця. Член Національної спілки письменників України та Національної спілки кінематографістів України. Працювала головним редактором на телеканалі «Інтер», редактором каналів «Ера» та 1+1.

## Життєпис
Народилася 6 жовтня 1946 року в місті Лєгніца, Польща. У 1974 році закінчила Київський державний університет ім. Т. Г. Шевченка.
З ? року по ? рік працювала головним редактором творчого об'єднання «Дебют» в Національній кіностудії ім. Олександра Довженка. На телебаченні була головним редактором відділу кіновиробництва телевізійного каналу «1+1», головним редактором на телеканалі «Інтер», редактором та сценаристом кінокомпанії Star Media тощо.
З 2018 року співпрацює з відділом кіновиробництва телеканалу «Україна».

## Фільмографія
Редактор фільмів:
- «Канал» (1975)
- «Ви Петька не бачили?»
- «Втеча з палацу» (1975)
- «Припустимо — ти капітан...» (1976)
- «Р. В. Р.» (1977)
- «Весь світ в очах твоїх...» (1977)
- «Любаша» (1978)
- «Будьте напоготові, Ваша високосте!» (1978)
- «Впізнай мене» (1979)
- «Дударики» (1980)
- «Капіж» (1981)
- «Попередження» (1982)
- «Польоти уві сні та наяву»
- «Повернення Баттерфляй» (1982)
- «Таємниця корабельного годинника» (1983)
- «У привидів у полоні»
- «…І чудова мить перемоги» (1984)
- «Чоловіки є чоловіки» (1985)
- «На дворі XX століття» (1986)
- «Мамо, рідна, любима...» (1986)
- «Загибель богів» (1988)
- «Провінційний анекдот» (1990, т/ф)
- «Історія пані Івги»
- «Панове, врятуймо місяць» (1990)
- «Мана», «Посткриптум», «Пудель», «Родимка»
- «Суржик» (1991)
- «Градус чорного Місяця»
- «Каїн», «Загальна картина була красивою»
- «Сорочка зі стьожкою», «Спілка одноногих» (1992)
- «Двійник» (1995) та інші.

Сценарист:
- «Спілка одноногих» (1992)
- «Сестри по крові» (2005—2006, т/с, у співавт.)
- «Розсмішити Бога» (2006)
- «Мама напрокат» (2010)
- «Мільйонер» (2012)
- «Порядна львівська пані» (2019) та ін.